# Kanton Lalbenque
Kanton Lalbenque (francouzsky Canton de Lalbenque) je francouzský kanton v departementu Lot v regionu Midi-Pyrénées. Tvoří ho 13 obcí.

## Obce kantonu
- Aujols
- Bach
- Belfort-du-Quercy
- Belmont-Sainte-Foi
- Cieurac
- Cremps
- Escamps
- Flaujac-Poujols
- Fontanes
- Laburgade
- Lalbenque
- Montdoumerc
- Vaylats